# Молодіжна збірна Північної Ірландії з футболу
Молодіжна збірна Північної Ірландії з футболу — збірна з футболу, що представляє Північну Ірландію на міжнародних змаганнях і першостях у віковій категорії U-21. За час свого існування ні разу не виходила у фінальні частини престижних футбольних змагань.

## Виступи начемпіонатах Європидо 21 року
- 1978 — не пройшла кваліфікацію
- 1980 — не пройшла кваліфікацію
- 1982 — не пройшла кваліфікацію
- 1984 — не пройшла кваліфікацію
- 1986 — не пройшла кваліфікацію
- 1988 — не пройшла кваліфікацію
- 1990 — не пройшла кваліфікацію
- 1992 — не пройшла кваліфікацію
- 1994 — не пройшла кваліфікацію
- 1996 — не пройшла кваліфікацію
- 1998 — не пройшла кваліфікацію
- 2000 — не пройшла кваліфікацію
- 2002 — не пройшла кваліфікацію
- 2004 — не пройшла кваліфікацію
- 2006 — не пройшла кваліфікацію
- 2007 — не пройшла кваліфікацію
- 2009 — не пройшла кваліфікацію
- 2011 — не пройшла кваліфікацію
- 2013 — не пройшла кваліфікацію
- 2015 — не пройшла кваліфікацію
- 2017 — не пройшла кваліфікацію
- 2019 — не пройшла кваліфікацію
- 2021 — не пройшла кваліфікацію
- 2023 — не пройшла кваліфікацію
- 2025 — не пройшла кваліфікацію